# Radan Kynew
Radan Milenow Kynew, bułg. Радан Миленов Кънев (ur. 30 września 1975 w Sofii) – bułgarski prawnik i polityk, od 2013 do 2017 przewodniczący Demokratów na rzecz Silnej Bułgarii (DSB), poseł do Parlamentu Europejskiego IX i X kadencji.

## Życiorys
Ukończył w 1999 studia prawnicze na Uniwersytecie Sofijskim im. św. Klemensa z Ochrydy, po czym został partnerem w firmie prawniczej. W 2004 dołączył do Demokratów na rzecz Silnej Bułgarii, w 2009 został członkiem władz wykonawczych partii, a w 2011 zastępcą przewodniczącego.
W czerwcu 2013 Radan Kynew został wybrany na przewodniczącego DSB, zastępując Iwana Kostowa. Był jednym ze współtwórców koalicyjnego Bloku Reformatorskiego, obejmując w ramach tego sojuszu funkcję rzecznika. Z jego ramienia w przedterminowych wyborach parlamentarnych w październiku 2014 uzyskał mandat posła do Zgromadzenia Narodowego 43. kadencji, którego nie utrzymał w 2017 (ustąpił w tymże roku z przywództwa w partii).
W 2019 z ramienia współtworzonej przez DSB koalicji Demokratyczna Bułgaria uzyskał mandat posła do Parlamentu Europejskiego IX kadencji. W 2024 z powodzeniem ubiegał się o reelekcję z listy sojuszu PP-DB.